# Dualana veniliformis
Dualana veniliformis är en fjärilsart som beskrevs av Embrik Strand 1914. Dualana veniliformis ingår i släktet Dualana och familjen mätare. Inga underarter finns listade i Catalogue of Life.